# Zottegem Bebops
De Zottegem Bebops is een honkbal- en softbalclub uit het Belgische Zottegem.
De Zottegem Bebops werden opgericht in 1987. Vanaf 1988 deden The Bebops een eerste keer mee in de Belgische competitie, in derde nationale. In het vierde competitiejaar speelden de Bebops voor het eerst kampioen en stegen ze naar de tweede  afdeling. De Bebops ontstonden nadat een Vlaams gezin dat terugkeerde uit Amerika het honkbal in Zottegem introduceerde. De twee zonen speelden honkbal op straat en richtten met vrienden de recreatieve club The Hotdogs op. Daaruit ontstond in 1987 de Bebops. De ploegen spelen op het honkbalterrein aan de Bevegemse Vijvers.
In 2013 werkte de club samen met de Oudenaarde Frogs voor een senioren- en jeugdteam. Vanaf 2023 wordt een nieuw clublokaal gebouwd met douches en kleedkamers. 